# Михајло Викторовић
Михајло Мика Викторовић (Београд, 14. фебруар 1929 — Београд, 26. септембар 1998) био је српски и југословенски филмски, телевизијски и позоришни глумац.

## Биографија
Рођен је 14. фебруара 1929. године у Београду. Након окончаног школовања, уписао се на Академију за позоришну уметност и студирао је у класи са Оливером Марковић, Ђузом Стојиљковићем, Властом Велисављевићем, Предрагом Лаковићем. Дипломирао је 1952. године у класи професора Мате Милошевића.
Познат је по бројним улогама које је остварио на даскама Народног позоришта, на таласима Радио Београда, као и на телевизији. Остао је упамћен по улози господина Јовановића у познатој радио емисији „Јовановићи”, која се крајем осамдесетих емитовала на Радио Београду, као и по улози Ђорђа Цигановића у серији Бољи живот.
Преминуо је 26. септембра 1998. године у Београду. Сахрањен је у Алеји заслужних грађана на Новом гробљу у Београду. 
Његова ћерка Оливера Викторовић Ђурашковић је такође глумица.

## Улоге
|                   | 1950 ▼ | 1960 ▼ | 1970 ▼ | 1980 ▼ | 1990 ▼ | Укупно |
| ----------------- | ------ | ------ | ------ | ------ | ------ | ------ |
| Дугометражни филм | 6      | 10     | 1      | 5      | 1      | 23     |
| ТВ филм           | 2      | 20     | 23     | 8      | 1      | 54     |
| ТВ серија         | 0      | 14     | 12     | 6      | 2      | 34     |
| ТВ мини серија    | 0      | 0      | 2      | 2      | 0      | 4      |
| ТВ кратки филм    | 0      | 0      | 1      | 0      | 0      | 1      |
| Укупно            | 8      | 44     | 39     | 21     | 4      | 116    |

| Год.       | Назив                                              | Улога                            |
| ---------- | -------------------------------------------------- | -------------------------------- |
| 1950.-те ▲ |                                                    |                                  |
| 1954.      | Сумњиво лице                                       | Вића                             |
| 1957.      | Мали човек                                         |                                  |
| 1957.      | Зеница                                             | Зденко                           |
| 1958.      | Те ноћи                                            | електричар Малиша                |
| 1958.      | Рафал у небо                                       |                                  |
| 1958.      | Црни бисери                                        | васпитач Спира                   |
| 1959.      | Пукотине раја                                      |                                  |
| 1959.      | Кризантема                                         |                                  |
| 1960.-те ▲ |                                                    |                                  |
| 1960.      | Острво мира                                        |                                  |
| 1960.      | Дан четрнаести                                     |                                  |
| 1960.      | Силан човек                                        |                                  |
| 1959—1960. | Сервисна станица                                   | Гроф                             |
| 1961.      | На тајном каналу                                   | Мика                             |
| 1961.      | Не убиј                                            | Пацијент                         |
| 1961.      | Сиромашни мали људи                                |                                  |
| 1961.      | Први грађанин мале вароши                          | млађи функционер                 |
| 1961.      | Песма                                              | Петар                            |
| 1961.      | Срећа у торби                                      | Гроф                             |
| 1962.      | Пробисвет, велика режија и дете                    |                                  |
| 1962.      | Циркус Универзал                                   |                                  |
| 1962.      | Прегршт среће                                      |                                  |
| 1962.      | Јунаци дана                                        |                                  |
| 1962.      | Приче из хотела                                    |                                  |
| 1963.      | Дугме за пети спрат                                |                                  |
| 1963.      | Безазлене душе                                     |                                  |
| 1963.      | Два пресудна дана                                  | Обискин                          |
| 1963.      | Кир Јања                                           | Кир Јања                         |
| 1963.      | Шест свечаних позивница (ТВ серија)                |                                  |
| 1962—1963. | Музеј воштаних фигура                              |                                  |
| 1964.      | На место, грађанине Покорни!                       | Цулетов директор                 |
| 1964.      | Огледало грађанина Покорног                        | Цулетов директор                 |
| 1964—1966. | Код судије за прекршаје                            |                                  |
| 1965.      | Бродолом младог Томаса                             |                                  |
| 1965.      | Лицем у наличје                                    | пацијент који стално плаче       |
| 1966.      | Лола Ђукић и Новак Новак                           |                                  |
| 1966.      | Сервисна станица                                   | Гроф                             |
| 1966.      | Госпођа министарка                                 | Пера Калинић                     |
| 1966.      | Црни снег                                          | виолиниста Стефан Иван           |
| 1966.      | Људи и папагаји                                    | Филип                            |
| 1967.      | Очи пуне звезда                                    |                                  |
| 1967.      | Протест                                            | бивши робијаш                    |
| 1967.      | Златна праћка                                      | шериф                            |
| 1967.      | Офелија                                            | трагичар                         |
| 1968.      | Сачулатац                                          | Ђаво                             |
| 1968.      | Бурлеска о Грку                                    |                                  |
| 1968.      | Превара из љубави                                  |                                  |
| 1968.      | Вукадин (ТВ Серија)                                |                                  |
| 1968.      | Спавајте мирно                                     | др Стаменко Максимовић           |
| 1968.      | Код Лондона                                        |                                  |
| 1969.      | Подвала                                            |                                  |
| 1969.      | Пут господина Перисона                             |                                  |
| 1969.      | Бог је умро узалуд                                 | Ђура                             |
| 1970.-те ▲ |                                                    |                                  |
| 1970.      | Хајдучија                                          | Миодраг Протић                   |
| 1970.      | Десет заповести                                    | службеник из осигурања           |
| 1970.      | Наши манири                                        |                                  |
| 1971.      | Шешир професора Косте Вујића                       | Ђура Козарац, директор гимназије |
| 1971.      | Суђење Флоберу (ТВ)                                |                                  |
| 1971.      | Нирнбершки епилог                                  | Сведок                           |
| 1971.      | С ванглом у свет                                   |                                  |
| 1971.      | Дипломци                                           | инспектор                        |
| 1972.      | Смех са сцене: Народно позориште (ТВ документарни) |                                  |
| 1972.      | Изданци из опаљеног грма                           |                                  |
| 1972.      | Сарајевски атентат                                 | Државни адвокат Аустроугарске    |
| 1972.      | Човек који је бацио атомску бомбу на Хирошиму      |                                  |
| 1972.      | Паљење Рајхстага                                   |                                  |
| 1972.      | Драги Антоан                                       |                                  |
| 1972.      | Женски разговори                                   |                                  |
| 1972.      | Ћу, ћеш, ће (ТВ мини серија)                       |                                  |
| 1973.      | Милојева смрт                                      | тужилац                          |
| 1973.      | Камионџије                                         | Италијан                         |
| 1973.      | Позориште у кући                                   | Анин муж                         |
| 1973.      | Сутјеска                                           |                                  |
| 1973.      | Опасни сусрети                                     |                                  |
| 1973.      | Женидба носача Самуела                             |                                  |
| 1974.      | Наши очеви                                         |                                  |
| 1974.      | Позориште у кући 2                                 | Алекса Новаковић                 |
| 1974.      | Димитрије Туцовић                                  | Гига Гершић                      |
| 1975.      | Игњатовић против Гебелса                           |                                  |
| 1975.      | Крај недеље                                        | Радник штампарије                |
| 1975.      | Соба са пет зидова                                 |                                  |
| 1975.      | Позориште у кући 3                                 | Алекса Новаковић                 |
| 1975.      | Ђавоље мердевине                                   | менаџер                          |
| 1976.      | Метак у леђа (ТВ)                                  | Фолксдојчер Шплајт „Гроф“        |
| 1976.      | Коштана                                            | Коштанин отац                    |
| 1976.      | Спиритисти                                         |                                  |
| 1976.      | Процес Ђордану Бруну                               | Фра Антонио                      |
| 1976.      | Све што је било лепо                               | Лекар                            |
| 1976.      | Последње наздравље                                 |                                  |
| 1976.      | Деца расту ноћу                                    | кондуктер 1                      |
| 1977.      | Црни дани                                          |                                  |
| 1977.      | Окасион                                            |                                  |
| 1977.      | Под истрагом                                       | Берберин, у затвору              |
| 1978.      | Повратак отписаних (ТВ серија)                     | Цвика                            |
| 1979.      | Прва српска железница                              | Јован Милићевић                  |
| 1979.      | Приповедања Радоја Домановића                      | Капетан                          |
| 1980.-те ▲ |                                                    |                                  |
| 1980.      | Београдска разгледница 1920                        |                                  |
| 1980.      | Врућ ветар                                         | муштерија у фирми                |
| 1981.      | Последњи чин                                       | Јован Марковић                   |
| 1981.      | На рубу памети (ТВ)                                |                                  |
| 1981.      | Светозар Марковић                                  |                                  |
| 1982.      | Микеланђело                                        | професор Жено                    |
| 1982.      | Вариола вера                                       | епидемиолог из УН-а              |
| 1983.      | Хасанагиница                                       | ефендија                         |
| 1983.      | Дани Авној-а                                       | Моша Пијаде                      |
| 1984.      | Камионџије 2                                       |                                  |
| 1985.      | Неуспела мућка                                     | Глига Гаратеа                    |
| 1985.      | Једна половина дана                                | Секула Јововић                   |
| 1985.      | Индијско огледало                                  | Глига Гаратеа                    |
| 1986.      | Вештица                                            | Поштански кондуктер              |
| 1986.      | Врење (ТВ)                                         | Адоратски                        |
| 1987.      | Погрешна процена                                   |                                  |
| 1987.      | Хајде да се волимо                                 |                                  |
| 1988.      | Нека чудна земља                                   | министар привреде                |
| 1988.      | Вук Караџић                                        | Јоаким Вујић                     |
| 1987—1988. | Бољи живот                                         | Ђорђе Цигановић                  |
| 1989.      | Бољи живот                                         | Ђорђе Цигановић                  |
| 1990.-те ▲ |                                                    |                                  |
| 1991.      | Конак                                              |                                  |
| 1990—1991. | Бољи живот 2                                       | Ђорђе Цигановић                  |
| 1993.      | Мрав пешадинац                                     |                                  |
| 1993—1994. | Полицајац са Петловог брда (ТВ серија)             | теча Александар                  |